# Bakonyság, Veszprém
Bakonyság  este un sat în districtul Pápa, județul Veszprém, Ungaria, având o populație de 68 de locuitori (2011). 

## Demografie
Componența etnică a satului Bakonyság
     Maghiari (87,1%)
     Germani (12,9%)
Componența confesională a satului Bakonyság
     Romano-catolici (33,82%)
     Necunoscută (66,18%)
Conform recensământului din 2011, satul Bakonyság avea 68 de locuitori. Din punct de vedere etnic, majoritatea locuitorilor (87,1%) erau maghiari, cu o minoritate de germani (12,9%). Nu există o religie majoritară, locuitorii fiind  și romano-catolici (33,82%). Pentru 66,18% din locuitori nu este cunoscută apartenența confesională.